# Jimmy Álvarez
Luis Miguel Álvarez Toca, más conocido como Jimmy Álvarez (Barreda, Cantabria, 9 de diciembre de 1967), es un entrenador de fútbol español que desempeñó la función de segundo preparador del Racing de Santander.

## Trayectoria
Jugó en el Barreda, después en la Gimnástica de Torrelavega, Club Deportivo Cayón y en la Sociedad Deportiva Torina. Jimmy Álvarez comenzó a entrenar en la Gimnástica de Torrelavega B, Barreda, Atlético Albericia, CD Miengo y en el Fútbol Club Torrelavega. Entre 2005 y 2008 entrenó a la Gimnástica de Torrelavega. El equipo descendió a Tercera División en la temporada 06-07. En la temporada 2012/13 fue el segundo entrenador del Racing de Santander en Segunda División.
Actualmente no entrena en ningún equipo.